# Sonya Blade
Sonya Blade es un personaje de la serie Mortal Kombat que debutó en el juego original de 1992 como una adición tardía, pues se tomó la decisión de que el título necesitaba un personaje femenino. Dentro del canon de la serie, Blade es la comandante de las Fuerzas Especiales de los Estados Unidos y más tarde de una agencia especializada del gobierno. Su objetivo en la mayoría de los juegos es perseguir y capturar al criminal Kano, así como eliminar a su sindicato criminal, el Dragón Negro. En juegos posteriores se le unen Jax Briggs, Jacqui Briggs, Johnny Cage y la hija que tuvo con este último, Cassie Cage.
Es uno de los siete personajes originales de la franquicia Mortal Kombat. Sonya está inspirada en la artista marcial Cynthia Rothrock, estando presente en casi todos los títulos de la franquicia desde su inicio. También ha aparecido en medios alternativos de MK, incluidas las dos películas de acción en vivo, la serie animada Defenders of the Realm, la serie web Legacy, medios impresos como la serie de cómics y productos oficiales.

## Historia
La teniente Sonya Blade es un miembro de la unidad de Special Forces de Estados Unidos. Su impulsividad es catalizada por su superior y buen amigo, el mayor Jackson Briggs. Sonya representa a una mujer muy emancipada y testaruda, sino para toda su obstinación y orgullo, ella se preocupa profundamente acerca de las vidas de sus amigos y compañeros. Johnny Cage, guerrero de Earthrealm, es su amigo y futuro esposo. Ella mantiene una antigua enemistad con el criminal Kano, líder de la organización Black Dragon.

## Apariciones en la saga
- Mortal Kombat
- Mortal Kombat 3/Ultimate Mortal Kombat 3/Mortal Kombat Trilogy
- Mortal Kombat 4/Mortal Kombat Gold
- Mortal Kombat: Deadly Alliance
- Mortal Kombat: Armageddon
- Mortal Kombat vs DC Universe
- Mortal Kombat 9
- Mortal Kombat X[2]
- Mortal Kombat 11
- Mortal Kombat 1

## Recepción
La reacción crítica a Sonya ha sido positiva, y los comentaristas han notado el atractivo sexual y la dureza del personaje. La revista brasileña SuperGamePower la presentó en el artículo sobre las "Musas" de los videojuegos, afirmando que Más realista que Chun-Li y Cammy, Sonya ha reinado entre 1993 y la presentación de Lara Croft en 1996. Un artículo de 1998 en Saturn Power mencionó a Sonya entre los personajes del juego femenino de lucha que pueden ser más mortales que sus contrapartes masculinos. GamesRadar más tarde eligió a Sonya como uno de los icónicos "babes" de los videojuegos de principios de la década de los 90.
GameDaily la incluyó entre La próxima ola de chicas de videojuegos en 2008, y también la presentó como una de las rubias Más populares en el mundo de los videojuegos en 2009. Fue incluida en la Reina de la Realidad de Unreality Torneo Iron Fist, ganando contra Anna Williams pero perdiendo ante Ivy Valentine. Sonya también compartió el octavo lugar con Kitana y Mileena en la lista de las mujeres Más populares en videojuegos por Complex. MTV la clasificó como la segunda Mejor bebé en videojuegos de 2011, afirmando que Pocas chicas de juegos retratan la sexualidad cruda mejor y con mayor eficacia que esta leyenda de operaciones especiales que Tiene buena apariencia y las habilidades de combate cuerpo a cuerpo de GI Joe. Ese mismo año, UGO la clasificó como la tercera pelea más feroz que jamás haya sido pixelada, afirmando que en sus primeras apariciones, Sonya Blade no era tan sexy como otras mujeres en esta lista, pero su conjunto de movimientos lo compensaba con creces. Ross Lincoln de GameFront clasificó su busto en el nuevo juego como el 32.º mejor en la historia de los videojuegos. MSN la incluyó entre las 20 mujeres más "Calientes" en la historia del videojuego, declarando, independiente, dura y dispuesta a ponerse en la línea para sus amigos, Sonya Blade es la encarnación de la mujer moderna. En 2014, fue clasificada como la 69.ª mejor jugadora de videojuegos por Portal GameGame de GameHall de Brasil, mientras que WatchMojo.com colocó su décimo en su clasificación de los mejores personajes femeninos del juego de lucha.
Sonya y Kano fueron los personajes menos populares entre los jugadores del Mortal Kombat original. Sin embargo, años después Game Rant la incluyó en su lista de 2011 de los diez personajes Más Increíbles de Mortal Kombat, afirmando que Aunque no es tan exclusivo como algunos de los otros combatientes en la lista, Sonya Blade es parte integral de algunos de los hilos de la historia más interesantes en el universo de Mortal Kombat, citando su búsqueda de Kano. En 2012, El hot, butch Sonya obtuvo el octavo lugar en la lista de UGO de los principales personajes de Mortal Kombat. Ese mismo año, ella estaba en el séptimo lugar en la lista de Cheat Code Central de Mortal Kombat superior "kombatants", junto con un comentario que La chica del ejército rudo estaba de moda en la década de 1990, pero ahora es parte de un número cada vez menor de personajes femeninos que realmente patean el trasero. Su "doble división" en el juego 2011 fue incluida por FHM en su lista de las nueve muertes más brutales del juego. Sonya se colocó en el puesto 18 en una encuesta de Dorkly de 2013 para los mejores personajes de Mortal Kombat, considerado como uno de los Personajes más arraigados y voluntariosos en la historia de MK. En 2014, GamesRadar la llamó la Dama principal de Mortal Kombat. Del mismo modo, los personajes de Mortal Kombat, Jason Gallagher de GameRant opinaron que Sonya, Con todo el respeto debido a Kitana, Jade y Mileena, Sonya sigue siendo el personaje femenino más reconocible en la historia de la franquicia hoy, Ella ha jugado un papel importante en varias historias en curso y es la mitad de la razón por la que Cassie Cage existe hoy, el equipo de las Fuerzas Especiales se ha expandido enormemente en las últimas dos décadas pero fue Sonya quien comenzó todo.
En 2010, UGO calificó su pelea con Kano en la primera película de Mortal Kombat como la 19.ª mejor escena de lucha cinematográfica. Al clasificar esta escena como la mejor en esta película, UGO también comentó que Sonya Blade siempre ha sido una especie de personaje que también corrió en la franquicia de Mortal Kombat, ocupando el segundo lugar a las tetonas hermanas ninjas Kitana y Mileena. las películas le dieron la oportunidad de brillar. En 2011, Complex clasificó el papel de Wilson como Sonya en el 12 ° lugar en la lista de Mujeres más calientes en películas de videojuegos, pero con un factor de similitud de solo 29% (en comparación con la aparición posterior de Sonya en el videojuego Mortal Kombat vs DC Universe). Por otro lado, los Retronautas de 1UP.com opinaban que Wilson estaba mal y no era convincente en el papel, y Leonard Pitts citó a Sonya siendo capturada y tomada como rehén en la primera película como un excelente ejemplo en su artículo de 1995 que alegaba que El Sexismo aún prevalece en películas de acción.